# Anopheles theobaldi
Anopheles theobaldi är en tvåvingeart som beskrevs av Giles 1901. Anopheles theobaldi ingår i släktet Anopheles och familjen stickmyggor. Inga underarter finns listade i Catalogue of Life.